# Cavacurta
Cavacurta (Cavacürta in dialetto lodigiano) è una frazione del comune italiano di Castelgerundo.

## Geografia fisica
Dista 29 km dal capoluogo di provincia, Lodi.

## Origini del nome
Il nome antico deriverebbe da un cavo aperto in un terrapieno per dare sfogo alle acque, rappresentato anche nello stemma del comune.

## Storia
Comune di origine antichissima (l'abitato è ricordato già nel 997 in alcuni documenti), appartenne dapprima all'arcivescovo Ariberto d'Intimiano.
Divenne nel XII secolo proprietà della chiesa di Milano. Passò poi nelle mani di importanti famiglie lombarde; insieme a Basiasco, Corno Giovine, Cornovecchio, Pizzighettone Maleo e Maccastorna costituì il territorio su cui la famiglia Vincemala (Vismara) esercitò il Mero e Misto Impero.
Giunse infine a far parte delle proprietà dei Castiglioni di Firenze, che lo tennero fino alla soppressione dei diritti feudali.
L'ordine dei Servi di Maria vi aveva un suo romitorio come attestato nelle vite del beato Giovannangelo Porro.
In età napoleonica (1809-16) al comune di Cavacurta fu aggregata Camairago, ridivenuta autonoma con la costituzione del Regno Lombardo-Veneto.
Nel 2016 si è avviato il percorso di fusione con il comune di Camairago, riprendendo dopo due secoli il modello napoleonico.

### Simboli

Vecchio stemma comunale

Lo stemma di Cavacurta era stato riconosciuto con decreto del capo del governo del 19 gennaio 1940.

## Monumenti e luoghi d'interesse
Esistono due edifici degni di menzione: la chiesa parrocchiale di San Bartolomeo, di origine quattrocentesca, ma riedificata poi nel 1600, e l'ex convento dei Servi di Maria.
Da segnalare inoltre Villa Inzaghi, risalente al XVIII secolo di proprietà privata e Villa Medri anch'essa di proprietà privata.

## Società

### Evoluzione demografica
Abitanti censiti

### Etnie e minoranze straniere
Al 31 dicembre 2008 gli stranieri residenti nel comune di Cavacurta in totale sono 89, pari al 9,80% della popolazione. Tra le nazionalità più rappresentate troviamo:
| Paese   | Popolazione (2008) |
| ------- | ------------------ |
| India   | 38                 |
| Marocco | 21                 |

## Cultura

### Musei
Il Museo Agricolo dal Lavoro dei campi: Bonum Comedere, situato all'interno dell'ex convento dell'Ordine dei Servi di Maria.

## Geografia antropica
Il territorio comprende anche le cascine Barona, Casella, Castellina, Colombarone, De' Preti, Faruffina, Indumiera, Portina e Reghinera.

## Economia
Cavacurta basa la propria economia quasi esclusivamente sull'agricoltura. Prevale la monocultura del mais, alla quale si affiancano l'allevamento dei bovini e quello dei suini.
Sono ancora presenti numerose cascine, benché all'interno il lavoro sia ormai totalmente meccanizzato. A causa di questo fenomeno, unitamente al fatto che i salari dell'industria sono diventati più alti di quelli dell'agricoltura, si è assistito a un graduale abbandono dei campi. Questo movimento migratorio, che ha portato inizialmente verso la vicina città di Codogno, si è ora stabilizzato.
Mancano totalmente le attività industriali. Sono presenti invece l'artigianato e l'edilizia.

## Amministrazione
Segue un elenco delle amministrazioni locali.
| Periodo | Periodo | Primo cittadino      | Partito | Carica  | Note |
| ------- | ------- | -------------------- | ------- | ------- | ---- |
| 1946    | 1956    | Gino Cattaneo        |         | Sindaco |      |
| 1956    | 1960    | Giovanni Cremascoli  |         | Sindaco |      |
| 1960    | 1964    | Mario Boioli         |         | Sindaco |      |
| 1964    | 1970    | Mario Fioretti       |         | Sindaco |      |
| 1970    | 1980    | Antonio Bonvini      |         | Sindaco |      |
| 1980    | 1981    | Domenico Meazzi      |         | Sindaco |      |
| 1981    | 1985    | Lino Brizzolari      |         | Sindaco |      |
| 1985    | 1990    | Pier Angelo Medri    |         | Sindaco |      |
| 1990    | 1995    | Mario Raffaele Rocca |         | Sindaco |      |
| 1995    | 2004    | Marco Delledonne     |         | Sindaco |      |
| 2004    | 2009    | Mario Rossi          |         | Sindaco |      |
| 2009    | 2018    | Daniele Saltarelli   |         | Sindaco |      |

## Galleria d'immagini

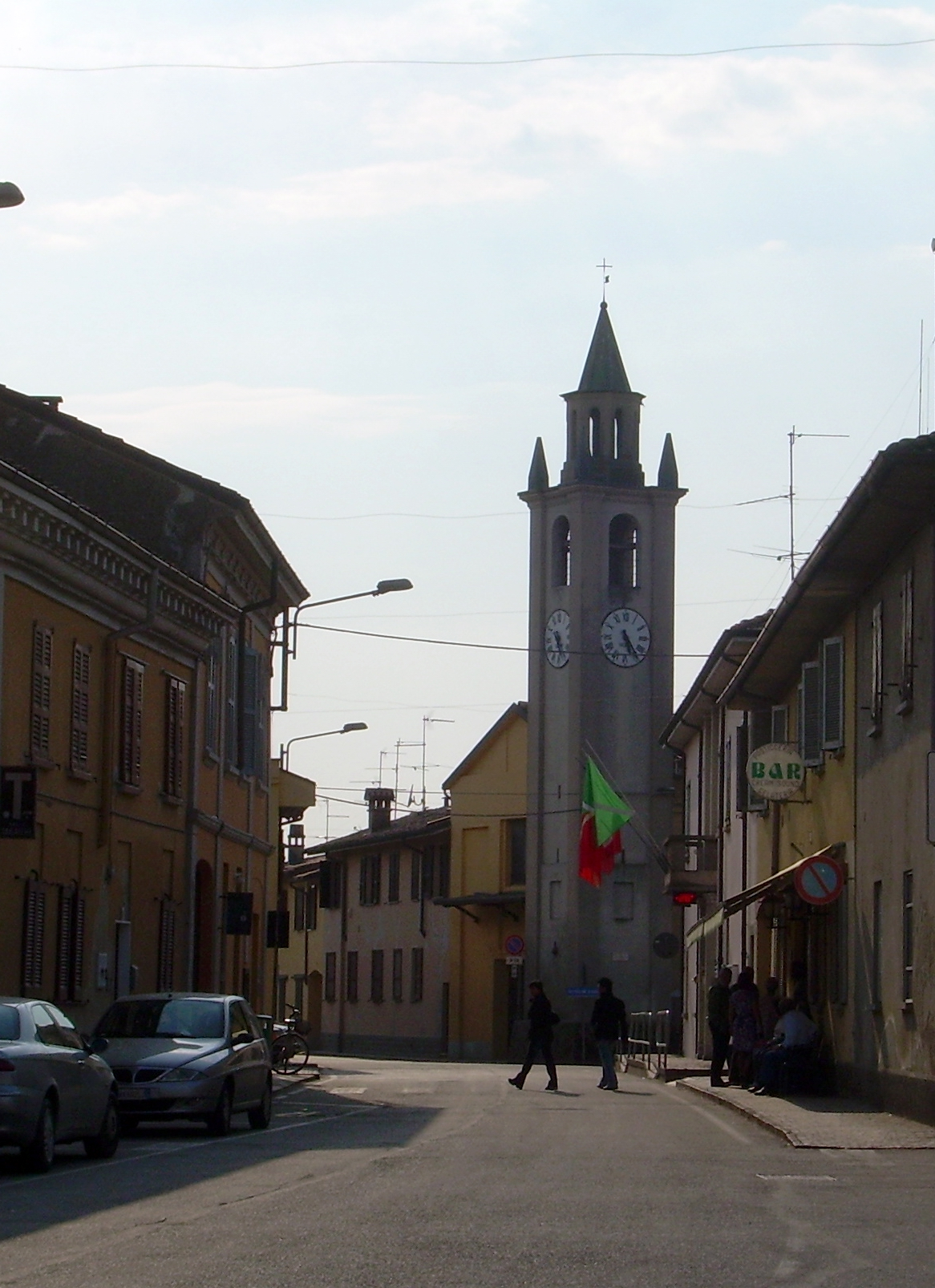
La via centrale